# Lenellstorpskärret
Lenellstorpskärret este o arie protejată (arie specială de conservare — SAC, sit de importanță comunitară — SCI) din Suedia întinsă pe o suprafață de 16,2 ha, integral pe uscat.

## Localizare
Centrul sitului Lenellstorpskärret este situat la coordonatele 59°13′36″N 17°02′44″E / 59.2267°N 17.0456°E.

## Înființare
Situl Lenellstorpskärret a fost declarat sit de importanță comunitară în decembrie 1998 pentru a proteja un număr necunoscut de specii din flora spontană și fauna sălbatică aflate în arealul zonei. Situl a fost protejat și ca arie specială de conservare în martie 2011.

## Biodiversitate
Situată în ecoregiunea boreală, aria protejată conține 5 habitate naturale: Taiga vestică, Mlaștini împădurite, Păduri caducifoliate de mlaștină fino-scandinave, Păduri fino-scandinave bogate în ierburi cu Picea abies, Mlaștini alcaline.
La baza desemnării sitului se află un număr nedeclarat de specii protejate.